# Myotis izecksohni
Myotis izecksohni (Moratelli, Peracchi, Dias & de Oliveira, 2011) è un pipistrello della famiglia dei Vespertilionidi endemico del Brasile e dell'Argentina.

## Descrizione

### Dimensioni
Pipistrello di piccole dimensioni con la lunghezza dell'avambraccio tra 34 e 38,3 mm e la lunghezza delle orecchie tra 8,7 e 13,2 mm.

### Aspetto
La pelliccia è lunga e setosa. Le parti dorsali variano dal marrone al marrone scuro, con la base dei peli più scura, mentre le parti ventrali sono simili al dorso ma con le punte dei peli più chiare. Le orecchie sono di dimensioni normali. Le membrane alari sono marroni o nerastre e attaccate posteriormente alla base delle dita dei piedi, i quali sono piccoli. La lunga coda è inclusa completamente nell'ampio uropatagio.

## Biologia

### Comportamento
Si rifugia all'interno delle grotte e negli edifici abbandonati.

### Alimentazione
Si nutre di insetti.

## Distribuzione e habitat
Questa specie è diffusa negli altopiani degli stati brasiliani di Rio de Janeiro, Minas Gerais, Paranà e nella provincia dell'Argentina nord-orientale di Misiones.
Vive nelle foreste secondarie montane tra 760 e 1.000 metri di altitudine.

## Conservazione
Questa specie, essendo stata scoperta solo recentemente, non è stata sottoposta ancora a nessun criterio di conservazione.